# Pelorurus fraudator
Pelorurus fraudator är en skalbaggsart som beskrevs av Lewis 1912. Pelorurus fraudator ingår i släktet Pelorurus och familjen stumpbaggar. Inga underarter finns listade i Catalogue of Life.